# 三縄一郎
三縄 一郎（、1918年〈大正7年〉2月14日 - 2017年〈平成29年〉12月16日）は、日本映画の音響効果技師。東京都文京区本郷真砂町出身。
日本映画における効果音の基礎を築いた人物とされる。

## 経歴
歌手を目指し東洋音楽学校（現・東京音楽大学）で声楽を学んだ。新協劇団の女優であった姉の手伝いで陰歌を手伝ったことをきっかけに、舞台音効の道へ進む。ミリオンレコード社へ入社するも日中戦争の激化で同社が解散となり、自身も召集を受ける。
中国から帰国後の1942年（昭和17年）、東宝に入社し効果係となる。半年ほど助手を務めたが、再び召集を受け、戦後から映画の音響効果を本格的に携わるようになる。当時の映画は効果音が少なかったが、三縄は他人がやらないようなことをやりたいと考え、独自に台本にない効果音を当てていたところ、黒澤明に気に入られ黒澤映画で重用されるようになる。時代劇での人が斬られる音や特撮映画での建物の破壊音などを創作していった。怪獣映画では怪獣の鳴き声や足音なども手掛けた。音響効果は複数名で作業を行っているが、クレジットでは代表して整音の下永尚だけ記載されているものが多い。
1957年（昭和32年）9月に下永、宮崎正信と共に東宝ダビングを設立。1971年（昭和46年）4月、東宝から独立し東宝効果集団を結成する。1987年（昭和62年）に機能を東宝録音センターに吸収する形で解散する。1992年（平成4年）に引退。
2017年12月16日、死亡。

## 映画
| 公開年月日     | 作品名                                  | 制作（配給）                                                       | 監督       |
| -------------- | --------------------------------------- | ------------------------------------------------------------------ | ---------- |
| 1946年10月29日 | わが青春に悔なし                        | 東宝                                                               | 黒澤明     |
| 1947年7月1日   | 素晴らしき日曜日                        | 東宝                                                               | 黒澤明     |
| 1947年8月5日   | 銀嶺の果て                              | 東宝                                                               | 谷口千吉   |
| 1948年4月27日  | 酔いどれ天使                            | 東宝                                                               | 黒澤明     |
| 1952年10月9日  | 生きる                                  | 東宝                                                               | 黒澤明     |
| 1953年10月21日 | 太平洋の鷲                              | 東宝                                                               | 本多猪四郎 |
| 1954年2月10日  | さらばラバウル                          | 東宝                                                               | 本多猪四郎 |
| 1954年4月26日  | 七人の侍                                | 東宝                                                               | 黒澤明     |
| 1954年11月3日  | ゴジラ                                  | 東宝                                                               | 本多猪四郎 |
| 1955年4月24日  | ゴジラの逆襲                            | 東宝                                                               | 小田基義   |
| 1955年8月14日  | 獣人雪男                                | 東宝                                                               | 本多猪四郎 |
| 1955年11月22日 | 生きものの記録                          | 東宝                                                               | 黒澤明     |
| 1956年12月26日 | 空の大怪獣 ラドン                       | 東宝                                                               | 本多猪四郎 |
| 1957年1月15日  | 蜘蛛巣城                                | 東宝                                                               | 黒澤明     |
| 1957年9月17日  | どん底                                  | 東宝                                                               | 黒澤明     |
| 1957年12月28日 | 地球防衛軍                              | 東宝                                                               | 本多猪四郎 |
| 1958年10月14日 | 大怪獣バラン                            | 東宝                                                               | 本多猪四郎 |
| 1958年12月28日 | 隠し砦の三悪人                          | 東宝                                                               | 黒澤明     |
| 1959年12月26日 | 宇宙大戦争                              | 東宝                                                               | 本多猪四郎 |
| 1960年4月26日  | ハワイ・ミッドウェイ大海空戦 太平洋の嵐 | 東宝                                                               | 松林宗恵   |
| 1960年9月15日  | 悪い奴ほどよく眠る                      | 東宝 黒澤プロダクション （東宝）                                   | 黒澤明     |
| 1961年4月25日  | 用心棒                                  | 東宝 黒澤プロダクション （東宝）                                   | 黒澤明     |
| 1962年1月1日   | 椿三十郎                                | 東宝 黒澤プロダクション （東宝）                                   | 黒澤明     |
| 1962年8月11日  | キングコング対ゴジラ                    | 東宝                                                               | 本多猪四郎 |
| 1963年3月1日   | 天国と地獄                              | 東宝 黒澤プロダクション （東宝）                                   | 黒澤明     |
| 1963年8月11日  | マタンゴ                                | 東宝                                                               | 本多猪四郎 |
| 1965年4月3日   | 赤ひげ                                  | 東宝 黒澤プロダクション （東宝）                                   | 黒澤明     |
| 1970年10月31日 | どですかでん                            | 東宝 四騎の会 （東宝）                                             | 黒澤明     |
| 1971年7月17日  | 激動の昭和史 沖縄決戦                   | 東宝 （東宝）                                                      | 岡本喜八   |
| 1972年3月12日  | 地球攻撃命令 ゴジラ対ガイガン           | 東宝 東宝映像（製作協力） （東宝）                                 | 福田純     |
| 1972年8月12日  | 海軍特別年少兵                          | 東宝                                                               | 今井正     |
| 1973年3月3日   | 放課後                                  | 東宝                                                               | 森谷司郎   |
| 1973年3月17日  | ゴジラ対メガロ                          | 東宝映像 （東宝）                                                  | 福田純     |
| 1973年9月1日   | 狼の紋章                                | 東宝映画 東宝映像 （東宝）                                         | 松本正志   |
| 1973年12月29日 | 日本沈没                                | 東宝映画 東宝映像 （東宝）                                         | 森谷司郎   |
| 1974年3月21日  | ゴジラ対メカゴジラ                      | 東宝映像 （東宝）                                                  | 福田純     |
| 1974年7月20日  | 血を吸う薔薇                            | 東宝映像 （東宝）                                                  | 山本迪夫   |
| 1974年8月3日   | ノストラダムスの大予言                  | 東宝映画 東宝映像 （東宝）                                         | 舛田利雄   |
| 1974年8月3日   | ルパン三世 念力珍作戦                   | 国際放映 （東宝）                                                  | 坪島孝     |
| 1974年12月28日 | エスパイ                                | 東宝映像 （東宝）                                                  | 福田純     |
| 1975年3月15日  | メカゴジラの逆襲                        | 東宝映像 （東宝）                                                  | 本多猪四郎 |
| 1975年7月12日  | 東京湾炎上                              | 東宝映画 東宝映像 （東宝）                                         | 石田勝心   |
| 1975年11月1日  | はつ恋                                  | 東宝映画 （東宝）                                                  | 小谷承靖   |
| 1976年6月19日  | 続・人間革命                            | 東宝映像 シナノ企画 （東宝）                                       | 舛田利雄   |
| 1976年10月2日  | 大空のサムライ                          | 東宝映画 （東宝）                                                  | 丸山誠治   |
| 1977年4月2日   | 悪魔の手毬唄                            | 東宝映画 （東宝）                                                  | 市川崑     |
| 1977年7月30日  | HOUSE ハウス                            | 東宝映像 （東宝）                                                  | 大林宣彦   |
| 1977年8月27日  | 獄門島                                  | 東宝映画 （東宝）                                                  | 市川崑     |
| 1977年10月29日 | 姿三四郎                                | 東宝映画 （東宝）                                                  | 岡本喜八   |
| 1977年12月17日 | 惑星大戦争                              | 東宝映画 （東宝）                                                  | 福田純     |
| 1978年2月11日  | 女王蜂                                  | 東宝映画 （東宝）                                                  | 市川崑     |
| 1978年8月12日  | 火の鳥                                  | 火の鳥プロダクション （東宝）                                      | 市川崑     |
| 1978年11月23日 | ブルークリスマス                        | 東宝映画 （東宝）                                                  | 岡本喜八   |
| 1978年12月16日 | ピンク・レディーの活動大写真            | 東宝 T&Cミュージック                                               | 小谷承靖   |
| 1979年5月26日  | 病院坂の首縊りの家                      | 東宝映画 （東宝）                                                  | 市川崑     |
| 1980年4月26日  | 影武者                                  | 東宝映画 黒澤プロダクション （東宝）                               | 黒澤明     |
| 1980年8月30日  | 地震列島                                | 東宝映画 （東宝）                                                  | 大森健次郎 |
| 1981年8月8日   | 連合艦隊                                | 東宝映画 （東宝）                                                  | 松林宗恵   |
| 1981年11月7日  | 駅 STATION                              | 東宝映画 （東宝）                                                  | 降旗康男   |
| 1982年12月16日 | ひめゆりの塔                            | 芸苑社 （東宝）                                                    | 神山征二郎 |
| 1984年8月11日  | 零戦燃ゆ                                | 東宝映画 （東宝）                                                  | 舛田利雄   |
| 1984年12月15日 | ゴジラ                                  | 東宝映画 （東宝）                                                  | 橋本幸治   |
| 1985年         | 乱                                      | グリニッチ・フィルム ヘラルド・エース （東宝）                     | 黒澤明     |
| 1990年         | 夢                                      | 黒澤プロダクション （東宝）                                        | 黒澤明     |
| 1991年         | 八月の狂詩曲                            | 黒澤プロダクション フィーチャーフィルムエンタープライズII （松竹） | 黒澤明     |
| 1993年         | まあだだよ                              | 大映 電通 黒澤プロダクション （東宝）                              | 黒澤明     |